# Katarráktis (Achaïe)
Katarráktis, en grec moderne : Καταρράκτης, est un village du dème d'Érymanthe, district régional d'Achaïe, en Grèce-Occidentale.
Selon le recensement de 2011, la population du village s'élève à 93 habitants.